# 인삼농협
인삼농협(人蔘農協)은 대한민국 농협중앙회 소속의 인삼 재배 농가를 위한 특수한 농협 중 하나이다. 2000년 7월 1일을 기해 인삼협동조합중앙회, 축산업협동조합중앙회가 농협중앙회에 통합되면서 인삼협이 농협의 일종인 인삼농협으로 바뀌었다.

## 연혁
- 1972년 12월 30일 인삼경작조합(人蔘耕作組合) 발족
- 1988년 12월 30일 인삼협동조합(人蔘協同組合)으로 조직 변경
- 2000년 7월 1일 농협과 통합

## 같이 보기
- 농업협동조합
- 축산업협동조합